# Parochies van Andorra

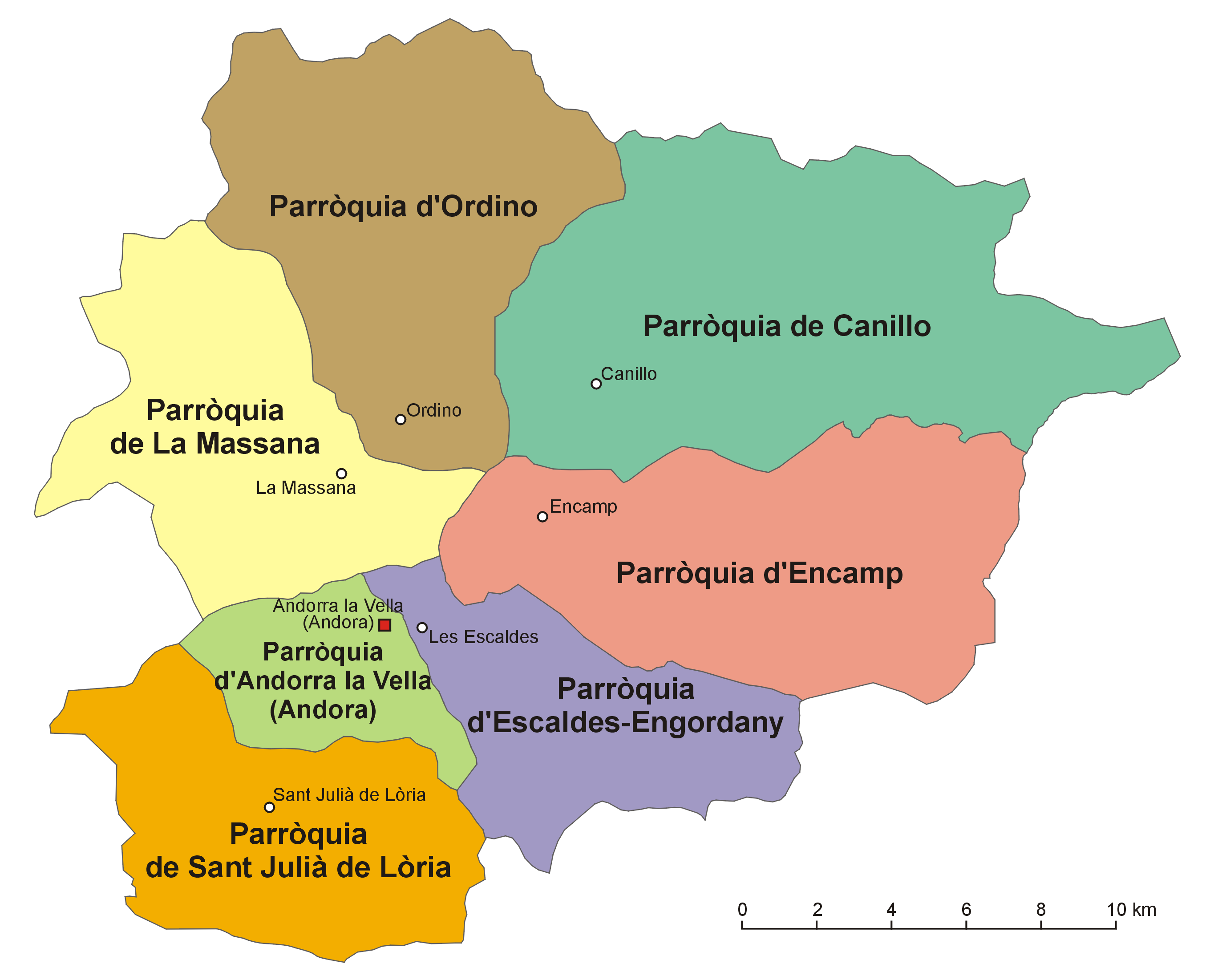
De bestuurlijke indeling van Andorra

Parochie (in het Catalaans parròquia, meervoud parròquies) is een bestuurslaag van Andorra. Andorra is in zeven parochies ingedeeld. Tussen haakjes staat het aantal inwoners en het bijhorende jaartal.
- Andorra la Vella (hoofdstad; 24.678 inw., 2008)
- Canillo (3685 inw., 2007)
- Encamp (14.029 inw., 2007)
- Escaldes-Engordany (14.521 inw., 2016)
- La Massana (9357 inw., 2007)
- Ordino (3685 inw., 2007)
- Sant Julià de Lòria (9595 inw., 2007)

Elke parochie bestaat uit een aantal dorpen, waarvan het grootste dezelfde naam als de parochie heeft (met uitzondering van Escaldes-Engordany, de twee dorpjes daar zijn Escaldes en Engordany). Bijna elk dorpje en parochie kent zijn eigen jaarlijkse festa major, een volksfeest dat één tot drie dagen duurt, daarnaast heeft elke parochie ook zijn eigen feestdag.
Tot 1978 waren er zes parochies; Escaldes-Engordany werd in dat jaar afgescheiden van de parochie Andorra la Vella.
De Comuns (de gemeentebesturen) van elke parochie zijn door de regering van Andorra gemachtigd om een nationale belasting te heffen, evenals om extra belastingen in te voeren, te beheren en toe te passen. Het belastingbeleid is daarom niet in iedere parochie hetzelfde.
Uit iedere parochie worden iedere vier jaar twee leden gekozen voor het parlement: de Algemene Raad van de Valleien (Consell General de les Valls).